# ¿Quieres hacer el favor de callarte, por favor?
¿Quieres hacer el favor de callarte, por favor? es el primer libro de cuentos del escritor estadounidense Raymond Carver. Cuenta con 22 cuentos publicados en distintas revistas entre 1960 y 1974. 
Es descrito por los críticos contemporáneos como un texto fundamental de la ficción minimalista y es catalogado dentro del movimiento del «realismo sucio»; sus historias ofrecen un relato incisivo e influyente del desencanto en la clase trabajadora estadounidense de mediados de siglo.

## Antecedentes
A diferencia de sus colecciones posteriores, las historias recopiladas en este libro fueron escritos durante un período que Carver denominó su «vida temprana» o «días del mal Raymond», antes de su sobriedad y de su inminente muerte provocada por su alcoholismo. Las primeras composiciones datan de alrededor de 1960, la época de su estudio con John Gardner en la Chico State College. En la década y media siguiente, Carver luchó para hacer espacio para escribir entre el trabajo y la crianza de sus dos hijos pequeños y más tarde, el consumo casi constante de alcohol. Las composiciones de ¿Quieres hacer el favor de callarte, por favor? se pueden agrupar aproximadamente en los siguientes períodos:
- 1960-1961: El padre
- 1960-1963: Los patos; ¿Qué hace usted en San Francisco?
- 1964: ¿Quieres hacer el favor de callarte, por favor?; La esposa del estudiante; Sesenta acres
- 1967: ¿Qué te parece esto?; Señales; Jerry y Molly y Sam
- 1970: Vecinos; Gordo; Escuela nocturna; ¡Habrase visto...!; ¿Por qué, cariño?; Nadie decía nada; ¿Es usted médico?
- 1971: ¿Qué es lo que quiere?; ¿Qué hay en Alaska?; Bicicletas, músculos, cigarrillos; No son tu marido; Póngase usted en mi lugar
- 1974: Recolectores

Aunque varias de las historias habían aparecido previamente en publicaciones destacadas (The Foley Collection había publicado la historia ¿Quieres hacer el favor de callarte, por favor? En 1967 y Esquire había aceptado publicar Vecinos en 1971), esta colección marcó el primer gran éxito comercial de la carrera de Carver. El título de la colección fue originalmente propuesto por Frederic W. Hills, editor de McGraw-Hill, como: Put Yourself in My Shoes (Ponte en mis zapatos). Él y Gordon Lish, editor de Carver, estuvieron de acuerdo con aquel título. Sin embargo y tras insistir Carver defendió el título final; bajo el cual Lish seleccionó 22 de los más de 30 cuentos que Carver había publicado hasta esa fecha.

## Cuentos
A continuación, una breve sinopsis de cada uno de los cuentos de la colección:

### Gordo
Una camarera le narra a una amiga la historia acerca de «la persona más gorda que jamás había visto».

### Vecinos
A una pareja que siente la vida pasar, sus vecinos les piden que cuiden de su casa mientras ellos están fuera.

### ¡Habrase visto...!
Después de cenar, una pareja mira por la ventana hacia la casa de sus vecinos, notando cómo el vecino de ellos se para fuera de su propia casa para espiar a través de la ventana a su propia esposa, la cual se encuentra desnudándose.

### No son tu marido
Earl, pasa una noche en la cafetería en donde su esposa, Doreen, trabaja como camarera. Allí escucha a dos hombres burlándose de quien ellos no saben es la esposa del tipo quien los está escuchando; por lo que Earl decide hacer algo al respecto.

### ¿Es usted médico?
Un hombre llamado Arnold, quien está sentado solo en su casa mientras su esposa está ausente, recibe la llamada de una mujer que parece tener el número equivocado.

### El padre
Una familia se encuentra alrededor de un bebé miembro de la familia en una canasta, comentando las expresiones del niño, y las semejanzas del niño con la familia; más específicamente, la semejanza del niño con el padre de la familia.

### Nadie decía nada
Un niño afirma que está enfermo para faltar a clases y para quedarse en casa un día después de escuchar a sus padres discutir. Tras lo cual come algo, ve la televisión, se masturba y decide irse al río de la ciudad para pasar la tarde pescando. 

### Setenta acres
Un nativo americano se enfrenta a dos niños pequeños quienes se encuentran disparando a los patos dentro de su propiedad. 

### ¿Qué hay en Alaska?
Carl regresa del trabajo un día con un nuevo par de zapatos los cuales compró camino a casa. Se los muestra a su pareja (llamada Mary) y se baña, mientras ella le dice que han sido invitados a la casa de sus amigos esa misma noche.

### Escuela nocturna
Un hombre el cual no tiene trabajo, acaba de divorciarse y el cual vive con sus padres, conoce a dos mujeres en un bar. A lo que ellas le piden si podría darles un aventón.

### Recolectores
Un vendedor de aspiradoras decide darle una muestra gratis a un hombre desempleado.

### ¿Qué hace usted en San Francisco?
El cartero Henry Robertson narra la historia de una pareja y de sus tres hijos los cuales se mudan a su pueblo rural de clase trabajadora.

### La esposa del estudiante
Una madre tiene una noche de insomnio.

### Póngase usted en mi lugar
Al regresar de una fiesta en la oficina, una pareja es interrogada y cuestionada en una extraña reunión con el matrimonio el cual les prestó su hogar mientras ellos estaban de vacaciones por Europa.

### Jerry y Molly y Sam
Un hombre en una mala situación económica, se harta del gasto que supone mantener al perro de la familia, por lo que decide deshacerse de él abandonándolo. Pronto cambia de opinión al ver las consecuencias de ello.

### ¿Por qué, cariño?
Una madre escribe una carta en respuesta a la misiva de un desconocido, acerca de su hijo. 

### Los patos
En el trabajo, el patrón de una fábrica muere repentinamente, por lo que todos sus empleados son enviados a casa. Ya en ella, un hombre no aprovecha la oportunidad de tener relaciones sexuales con su esposa, molestado por el suceso.

### ¿Qué te parece esto?
Una pareja visita el hogar desierto del padre de uno de ellos, considerando el mudarse allí.

### Bicicletas, músculos, cigarrillos
Un hombre deja de fumar, a lo que toca la puerta el amigo de su hijo, hablando acerca de una disputa sobre una bicicleta perdida en la que su hijo está involucrado.

### ¿Qué es lo que quiere?
La esposa de un hombre desempleado decide pasar la noche intentado vender su automóvil, retrasando cada vez más su llegada.

### Señales
Una pareja decide decidir en un restaurante si su relación prevalecerá.

### ¿Podrías hacer el favor de callarte, por favor?
La historia de Ralph y Marian, dos estudiantes quienes se conocieron en la universidad, se casaron, tuvieron hijos y ahora son profesores. Años después, Ralph se obsesiona con la idea de que Marian le fue infiel una vez en el pasado. Finalmente, Marian le dice la verdad, por lo que Ralph se emborracha y siente que toda su vida ha cambiado una vez descubierta la verdad.